# Урман (Красноярский край)
Урман — посёлок в Берёзовском районе Красноярского края России. Входит в состав Маганского сельсовета.

## География
Посёлок находится на правом берегу реки Мана, на расстоянии примерно 52 км к юго-юго-западу (SSW) от посёлка городского типа Берёзовка, административного центра района. Абсолютная высота — 276 м над уровнем моря.

## Население
| 1989 | 2002 | 2010 |
| ---- | ---- | ---- |
| 331  | ↘169 | ↘117 |

### Гендерный состав
По данным Всероссийской переписи населения 2010 года, в посёлке проживало 117 человек (63 мужчины и 54 женщины).

## Улицы
- ул. Молодёжная,
- ул. Набережная,
- ул. Центральная[5].